# Pierre Fade (Ménardeix)

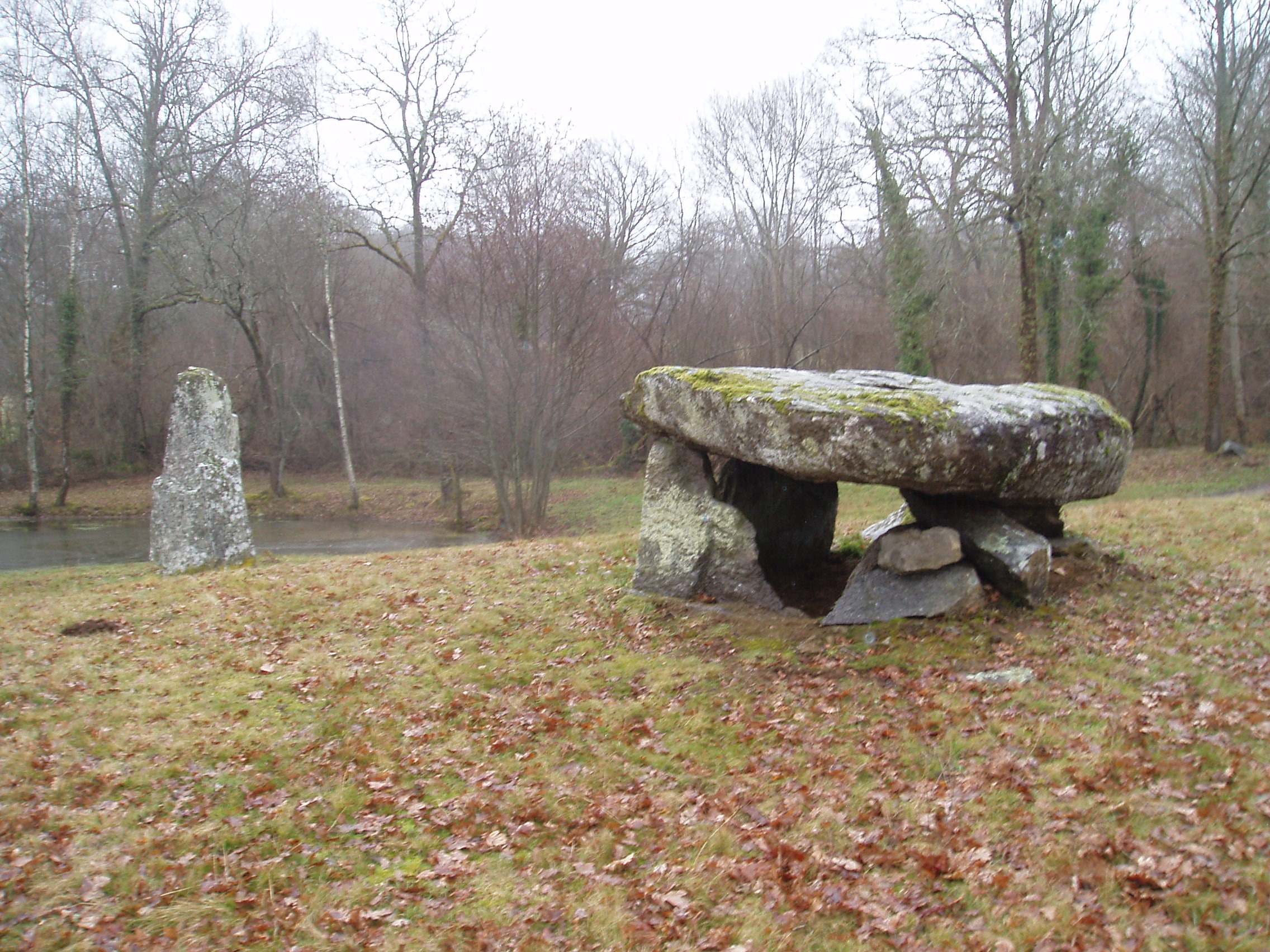
Menhir und Dolmen von Ménardeix

Der Dolmen Pierre Fade von Ménardeix (auch Pierre Fade No. 2 – deutsch „Feenstein von Ménardeix “ genannt) liegt in Ménardeix bei Pionnat im Département Creuse in Frankreich. Etwa 15,0 Meter entfernt vom Dolmen steht ein „Menhir indicateur“.
Es gibt mehrere Dolmen dieses Namens in Frankreich (Dolmen de la Pierre-Fade (Saint-Étienne-des-Champs), Dolmen Pierre de la Fade (Blessac)). Dolmen ist in Frankreich der Oberbegriff für Megalithanlagen aller Art (siehe: Französische Nomenklatur).
Der Dolmen von Ménardeix steht in der Nähe eines alten Teiches. Der fast quadratische Deckstein misst 2,6 × 2,35 m, ist 0,4 m dick und wiegt etwa 7 Tonnen. Er ruht über einer rechteckigen Kammer auf vier Tragsteinen unterschiedlicher Höhe und Breite.
15 Meter nordwestlich steht ein 3,5 m hoher Menhir mit viereckigem Querschnitt, der lange auf dem Boden lag, aber 1913 wieder aufgestellt wurde.

## Die anderen Dolmen
Pierre Fade No. 1, der in dem Bereich zwischen der Straße Chénérailles–Gueret und dem Dorf lag, wurde im späten 19. Jahrhundert zerstört. 100 m südlich des erhaltenen Dolmens lag Pierre Fade No. 3, dessen Deckstein 1859 als Mühlstein für eine Mosterei verwendet wurde. Es gab drei vielleicht sogar vier Dolmen, die als „Pierres des trois bonnes Dames“ (dt. „Steine der drei guten Damen“) bekannt waren.
In Saint-Étienne-des-Champs, im Département Puy-de-Dôme steht der Dolmen de la Pierre-Fade (Saint-Étienne-des-Champs).